# Kaléntzi (ort i Grekland, Peloponnesos)
Kaléntzi (Kalentzi) är en ort i Grekland.   Den ligger i prefekturen Nomós Korinthías och regionen Peloponnesos, i den sydöstra delen av landet, 80 km väster om huvudstaden Aten. Kaléntzi ligger 442 meter över havet och antalet invånare är 334.
Terrängen runt Kaléntzi är huvudsakligen kuperad. Kaléntzi ligger uppe på en höjd. Runt Kaléntzi är det ganska tätbefolkat, med 90 invånare per kvadratkilometer. Närmaste större samhälle är Korinth, 17,3 km öster om Kaléntzi. 